# وچیسوووو
وچیسوووو (به لاتین: Wycisłowo) یک روستا در لهستان است که در گمینا بورک ویلکوپولسکی واقع شده‌است.